# 2-й Кавказский кавалерийский корпус
2-й Кавказский кавалерийский корпус — кавалерийский корпус вооружённых сил Российской империи.

## Наименование
- Войска Северо-Западного Азербейджана (Азербайджана) (февраль-сентябрь 1912)
- Азербейджанский (Азербайджанский) отряд (сентябрь 1912 — июль 1915)
- Азербайджане (Азербайджано)-Ванский отряд (июль 1915 — июль 1916)
- 2-й Кавказский кавалерийский корпус (июнь 1916 — февраль 1917)
- 7-й отдельный Кавказский армейский корпус (февраль 1917 — июль 1918)

## Состав
По состоянию на февраль 1917 года в состав 7-го отдельного Кавказского армейского корпуса входили:
- Сводная Кавказская пограничная дивизия
  - 3-й Кавказский пограничный пехотный полк
  - 2-й Карсский крепостной пехотный полк
  - Грузинский стрелковый полк
  - 3-й Армянский стрелковый батальон
  - 4-й Армянский стрелковый батальон
  - 5-й Армянский стрелковый батальон
  - 6-й Армянский стрелковый батальон
  - 2-й Кавказский отдельный артиллерийский дивизион
  - Кавказский пограничный горный артиллерийский дивизион
  - 3-я Кавказская конно-горная батарея